# 麥金農冰川 (彭內爾海岸)
71°32′S 163°13′E / 71.533°S 163.217°E
麥金農冰川（英語：MacKinnon Glacier），是南極洲的冰川，位於維多利亞地的彭內爾海岸，最終在賴利嶺以西注入斯勒哲斯冰川，在1983年由新西蘭南極名稱諮詢委員會命名，現時由南極條約體系管理。